# Myndus musiva
Myndus musiva är en insektsart som först beskrevs av Ernst Friedrich Germar 1825.  Myndus musiva ingår i släktet Myndus och familjen kilstritar. Inga underarter finns listade i Catalogue of Life.